# مارتن فيليبس
مارتن فيليبس (بالإنجليزية: Martin Phillips)‏ ولد في 13 مارس 1976 في إكزتر في المملكة المتحدة، هو لاعب كرة قدم بريطاني في مركز الوسط. لعب مع سكونثورب يونايتد ومانشستر سيتي ونادي إكزتر سيتي ونادي بريستول روفيرز ونادي بليموث أرجايل ونادي بورتسموث ونادي توركي يونايتد.

## وصلات خارجية
- مارتن فيليبس على موقع قاعدة بيانات كرة القدم.إي يو (الإنجليزية)
- مارتن فيليبس على موقع Soccerbase.com (لاعب) (الإنجليزية)
- مارتن فيليبس على موقع عالم كرة القدم.نت (الإنجليزية)